# Feirenni
Feirenni est une commune de Mauritanie située dans le département de Djiguenni de la région de Hodh Ech Chargui.